# Карой Жак
Карой Жак (угор. Zsák Károly, нар. 30 серпня 1895, Будапешт — пом. 2 листопада 1944, Будапешт) — угорський футбольний воротар. За опитуванням IFFHS посідає 47-е місце серед найкращих воротарів XX століття в Європі.

## Клубна кар'єра
На думку більшості уболівальників тих часів, Карой був найсильнішим воротарем країни. У нього була ідеальна фігура і виняткові здібності для тогочасного воротаря. Його основні характерні риси полягали в гармонійних і ефектних рухах на воротах, сміливості і швидкості як у леопарда. Техніка роботи з м'ячем у нього була розвинена на високому рівні. Він був прикладом для більшості відомих угорських воротарів майбутнього, які захоплювалися його грою.
Всю кар'єру провів у скромному клубі «33 ФК», склад якого не залишав навіть коли команда вилітала до другого дивізіону. Найвищий результат, якого досягала команда в роки виступів Жака — 5 місце в 1913 і 1915 роках. В 1914 році був визнаний найкращим футболістом Угорщини.
На початку 20-х років Карой скрутив собі палець на одній з рук. В подальшому він відчував великий біль і лікарі були змушені ампутувати палець. Тим не менше, це не завадило йому продовжити грати з чотирма пальцями на руці. В 1928 році 33-річний Жак завершив футбольну кар'єру за станом здоров'я.

## Виступи за збірну
1912 року в 17-річному віці дебютував в офіційних матчах у складі національної збірної Угорщини у матчі проти збірної Росії (9:0). Виступав за команду до 1925 року, відігравши за цей час 30 матчів. Якби не часті травми, зіграв би більше.
Двічі потрапляв до складу збірної, що виступала на Олімпійських іграх у 1912 і 1924 роках, але обидва рази залишався гравцем запасу.
Також відіграв 6 матчів за збірну Будапешту.
Помер 2 листопада 1944 року у Будапешті.

## Досягнення
- Найкращий футболіст Угорщини: 1914

## Виступи за збірну

### Статистика виступів за збірну
| Дата       | Місто     | Господарі | Результат | Гості     | Турнір           | Голи | Примітки        |
| ---------- | --------- | --------- | --------- | --------- | ---------------- | ---- | --------------- |
| 12-7-1912  | Москва    | Росія     | 0 – 9     | Угорщина  | товариський матч | -    |                 |
| 14-7-1912  | Москва    | Росія     | 0 – 12    | Угорщина  | товариський матч | -    |                 |
| 3-11-1912  | Будапешт  | Угорщина  | 4 – 0     | Австрія   | Кубок Вагнера    | -    |                 |
| 27-4-1913  | Відень    | Австрія   | 1 – 4     | Угорщина  | Кубок Вагнера    | -1   |                 |
| 18-5-1913  | Будапешт  | Угорщина  | 2 – 0     | Швеція    | товариський матч | -    |                 |
| 26-10-1913 | Будапешт  | Угорщина  | 4 – 3     | Австрія   | Кубок Вагнера    | -    |                 |
| 3-5-1914   | Відень    | Австрія   | 2 – 0     | Угорщина  | Кубок Вагнера    | -2   |                 |
| 31-05-1914 | Будапешт  | Угорщина  | 5 – 1     | Франція   | товариський матч | -1   |                 |
| 21-6-1914  | Стокгольм | Швеція    | 1 – 1     | Угорщина  | товариський матч | -1   |                 |
| 4-10-1914  | Будапешт  | Угорщина  | 2 – 2     | Австрія   | товариський матч | -2   |                 |
| 8-11-1914  | Відень    | Австрія   | 1 – 2     | Угорщина  | товариський матч | -1   |                 |
| 2-5-1915   | Будапешт  | Угорщина  | 2 – 5     | Австрія   | товариський матч | -5   |                 |
| 7-11-1915  | Будапешт  | Угорщина  | 6 – 2     | Австрія   | товариський матч | -2   |                 |
| 02/06/1918 | Відень    | Австрія   | 0 – 2     | Угорщина  | товариський матч | -    |                 |
| 06/10/1918 | Відень    | Австрія   | 0 – 3     | Угорщина  | товариський матч | -    |                 |
| 06/04/1919 | Будапешт  | Угорщина  | 2 – 1     | Австрія   | товариський матч | -1   |                 |
| 05/10/1919 | Відень    | Австрія   | 2 – 0     | Угорщина  | товариський матч | -2   |                 |
| 09/11/1919 | Будапешт  | Угорщина  | 3 – 2     | Австрія   | товариський матч | -2   |                 |
| 24/10/1920 | Берлін    | Німеччина | 1 – 0     | Угорщина  | товариський матч | -1   |                 |
| 07/11/1920 | Будапешт  | Угорщина  | 1 – 2     | Австрія   | товариський матч | -2   |                 |
| 06/11/1921 | Будапешт  | Угорщина  | 4 – 2     | Швеція    | товариський матч | -2   |                 |
| 18/12/1921 | Будапешт  | Угорщина  | 1 – 0     | Польща    | товариський матч | -1   | 46'             |
| 19/08/1923 | Будапешт  | Угорщина  | 3 – 1     | Фінляндія | товариський матч | -    |                 |
| 06/04/1924 | Будапешт  | Угорщина  | 7 – 1     | Італія    | товариський матч | -1   |                 |
| 14/09/1924 | Відень    | Австрія   | 2 – 1     | Угорщина  | товариський матч | -2   |                 |
| 21/09/1924 | Будапешт  | Угорщина  | 4 – 1     | Німеччина | товариський матч | -    | 30'             |
| 18/01/1925 | Мілан     | Італія    | 1 – 2     | Угорщина  | товариський матч | -1   |                 |
| 20/09/1925 | Будапешт  | Угорщина  | 1 – 1     | Австрія   | товариський матч | -1   | Капітан команди |
| 04/10/1925 | Будапешт  | Угорщина  | 0 – 1     | Іспанія   | товариський матч | -1   |                 |
| 08/11/1925 | Будапешт  | Угорщина  | 1 – 1     | Італія    | товариський матч | -1   | 51'             |
| Усього     |           | Матчів    | 30        |           | Голів            | -36  |                 |